# Michael Wenden
Michael Wenden AM, MBE, conegut com a Mike Wenden, (Sydney, Austràlia 1949) és un nedador australià, ja retirat, guanyador de quatre medalles olímpiques.

## Biografia
Va néixer el 17 de novembre de 1949 a la ciutat de Sydney, població situada a l'estat de Nova Gal·les del Sud. És el sogre del també nedador Andrew Baildon.
Al llarg de la seva vida ha estat nomenat membre de l'Orde d'Austràlia i membre de l'Orde de l'Imperi Britànic. El 1979 fou inclòs a l'International Swimming Hall of Fame.

## Carrera esportiva
Va participar, als 18 anys, als Jocs Olímpics d'Estiu de 1968 realitzats a Ciutat de Mèxic (Mèxic), on va aconseguir guanyar la medalla d'or en la prova masculina dels 100 metres llisos, establint un nou rècord mundial amb un temps de 52.2 segons, i en els 200 metres lliures, establint un nou rècord olímpic amb un temps d'1:55.2 segons. Així mateix aconseguí guanyar la medalla de plata en els relleus 4x200 metres lliures i la medalla de bronze en els relleus 4x100 metres lliures. També va participar en els relleus 4x100 metres estils, si bé l'equip australià únicament aconseguí guanyar un diploma olímpic en finalitzar en quarta posició.
Participà en els Jocs Olímpics d'Estiu de 1972 realitzats a Múnic (Alemanya Occidental), si bé fou quart en els 200 metres lliures i cinquè en els 100 metres lliures i en els relleus 4x200 metres lliures, aconseguint sengles diplomes olímpics.
Al llarg de la seva carrera aconseguí guanyar dues medalles en el Campionat del Món de natació, una d'elles de plata, i tretze medalles en els Jocs de la Commonwealth, nou d'elles d'or.
En els Jocs Olímpics d'Estiu de 2000 realitzats a Sydney (Austràlia) fou un dels encarregats de dur la bandera olímpica en la seva entrada a l'estadi Olímpic de Sydney durant la cerimònia inaugural dels Jocs.